# Aerial Assault
Aerial Assault (エアリアル アサルト) est un jeu vidéo d'action de type shoot 'em up sorti en 1990 sur Master System, puis en 1992 sur Game Gear. Le jeu a été développé par Sanritsu et édité par Sega.